# أوكرمونده
اواكرمونده (بالألمانية: Ueckermünde) هي مدينة، بلدة ألمانية و منتجع تقع في ألمانيا في Landkreis Vorpommern-Greifswald.

## المدن التوأمة
مدن Nowe Warpno، باتنزن و Sande, Lower Saxony هي مدن توأمة لـاواكرمونده.

## أعلام
- هنري برترام